# Vespasianovo fórum
Vespasiánovo fórum (lat. Forum Vespasiani), známé také jako Chrám míru (lat. Templum Pacis), bylo vybudováno v Římě roku 71 za císaře Vespasiána. Stojí na jihovýchodní straně cesty Argiletum čelem k Velijskému pahorku, směrem ke Koloseu. Básník Statius ale tvrdí, že za jeho výstavbu je zodpovědný z větší části císař Domicián, proto kvůli tomu dnes vznikají kontroverze mezi archeology.
Vespasiánovo fórum je jedním z císařských fór v Římě vybudovaných v rozmezí kolem 150 let. Není oficiálně považováno za fórum, neboť neexistují důkazy o jeho politické funkci, proto se častěji používá označení chrám. 

## Historie
Prostředky na vytvoření tohoto monumentu byly získány skrze Vespasiánovo vyplenění Jeruzaléma během První židovské války.
Interiér a okolní budovy byly vyzdobeny poklady, které tam shromáždila římská armáda. Podle Plinia Staršího byly do Chrámu míru umístěny také sochy, které Nero přivezl z Řecka a Malé Asie, aby vybavil svůj Domus Aurea. Mezi nimi byla díla řeckých sochařů Polykleita, Feidiáse, Naukydese z Argu, Myróna a Leócharése. Dochovaly se základy a nápisy ze Severanovy éry ze dvou těchto soch: Ganymed od Leócharése a Pythokles od Polykleita.
Chrám byl zničen požárem v únoru 192 našeho letopočtu. Následně jej obnovil Septimius Severus někdy kolem roku 203. Síně byly přestavěny o století později a obdivoval je císař Constantius II. během své návštěvy Říma v roce 357.
Pokud byl chrám stále používán ve 4. století, byl uzavřen během pronásledování pohanů v pozdní římské říši, kdy křesťanští císaři vydali edikty zakazující veškeré nekřesťanské bohoslužby a svatyně.
Chrám míru byl poškozen během plenění Říma v roce 410 Alarichem I. a poté již nebyl obnoven. Historik Prokopios z Kaisareie píše, že Alarich vyplenil smaragdy poseté poklady krále Šalamouna.

## Podoba chrámu
Ačkoli dnes z Chrámu míru v Římě zbylo jen velmi málo, mnoho o jeho struktuře a uspořádání je známo díky Forma Urbis, velké podrobné mramorové mapě Říma a jeho budov, která byla původně zavěšena na zdi uvnitř chrámu v 3. století. 
Chrám byl tvořen apsidou, která se otevírala do velkého portiku. Sloupy oddělovaly chrám od centrální nezpevněné, travnaté plochy, na rozdíl od většiny ostatních fór, kde ústřední plocha byla dlážděná. Zde byly pravděpodobně umístěny zahrady, bazény, sochy a další poklady získané během dobývání Jeruzaléma.

## Galerie

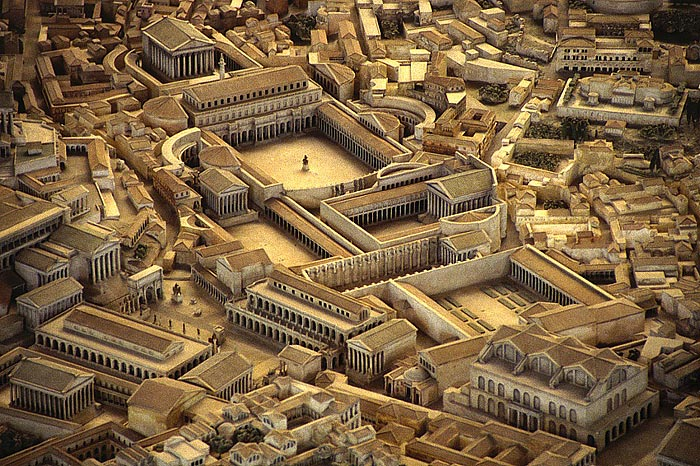
Model císařských for
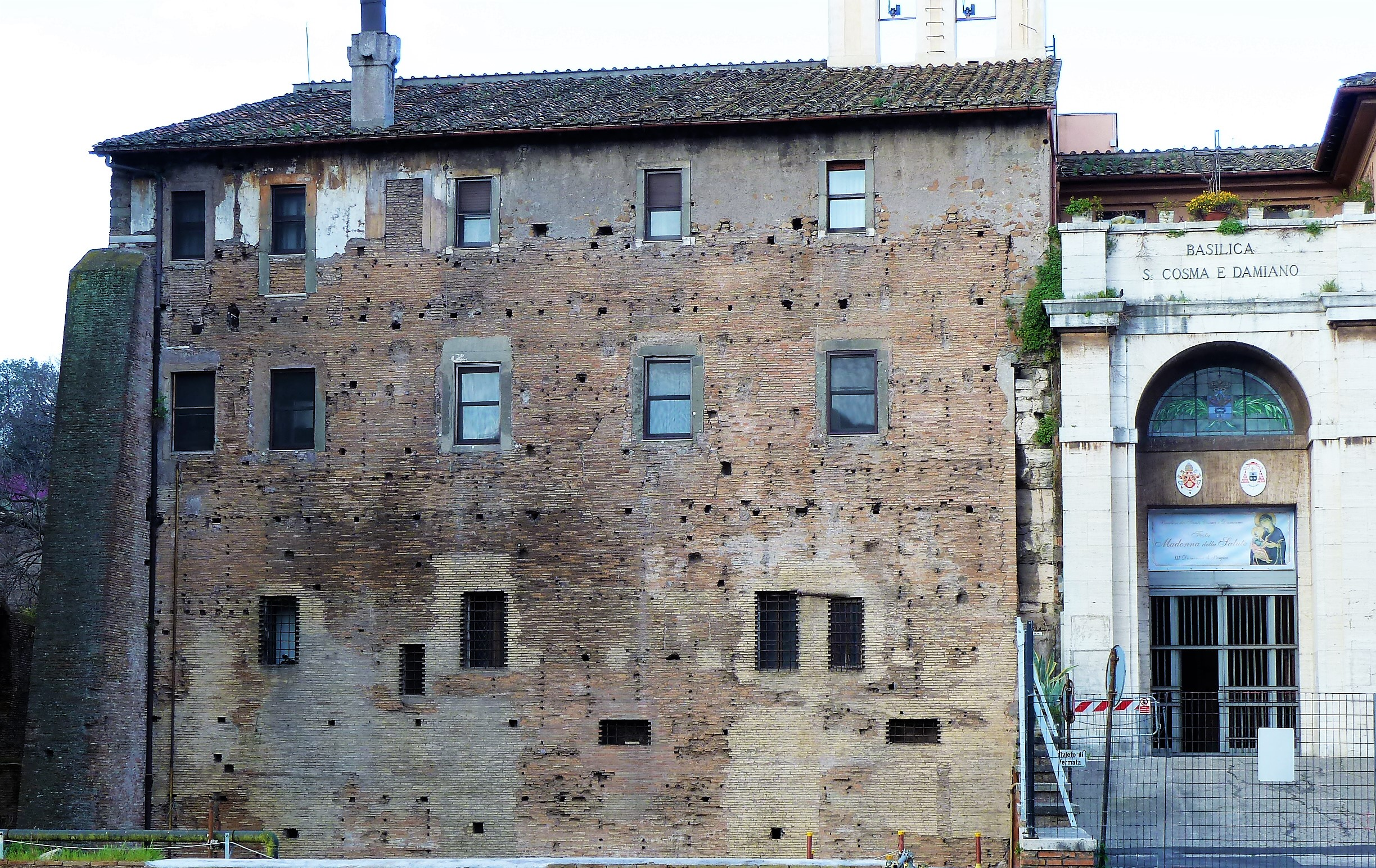
Zeď Chrámu míru, kde visela Forma Urbis